# Frozen Bubble
Frozen Bubble ist ein freies Computerspiel unter der GNU General Public License, das unter Android, Linux und S60 (als Ein-Spieler-Version auch als Java-Applet) läuft. Außerdem gibt es eine Java-Version für Mobiltelefone (Micro Frozen Bubble).

## Entstehung
Frozen Bubble wurde ursprünglich von Guillaume Cottenceau geschrieben. Es ist ein Strategiespiel, das auf einer Art Puzzle basiert. Frozen Bubble ist ein Klon des Spiels Puzzle Bobble. Bis auf den in der zweiten Version neu hinzugekommenen, in C geschriebenen Server, der für Multiplayer-Spiele im Netzwerk benötigt wird, ist das komplette Spiel in Perl geschrieben, wobei die Multimedia-Bibliothek SDL verwendet wird. Das Spiel umfasst 100 Level und verfügt über einen Leveleditor. 

## Spielprinzip
Bei dem Spiel geht es um das möglichst sinnvolle Zuordnen von gegebenen Bällen verschiedener Farben zu einer Vielzahl anderer Bälle. Die Ballwurfmaschine gibt dem Spieler einen Ball mit einer bestimmten Farbe (ein weiterer Ball ist immer im Voraus sichtbar). Diesen Ball muss der Spieler mindestens zwei gleichfarbigen Bällen auf dem Spielfeld zuspielen (auch über Bande). Diese Zuordnung bewirkt, dass sich diese Farbeinheit auflöst und die Menge der Bälle sich verringert. Können keine drei Bälle zusammengeführt werden, erhöht sich die Menge der Bälle. Je mehr Bälle auf dem Spielfeld sind, umso schwieriger wird es, das Spielfeld zu räumen, da man weniger Zeit zum Überlegen hat. Wenn das Spielfeld voll ist, ist auch das Spiel beendet. Ziel ist es, dass sich kein Ball mehr auf dem Spielfeld befindet. Das Spiel wird mit der Tastatur bedient. Zusätzlich drückt ein Stempel in bestimmten Zeitabständen die Bälle um eine Reihe herunter, d. h. etwas Eile ist geboten und es gibt dadurch ein Zeitlimit.

## Multiuser-Spiel
Ferner gibt es noch ein Multiuser-Spiel ab der Version 2.0. Man kann an einem Rechner zu zweit gegeneinander spielen und wenn dabei mehr als drei Bälle fallen, bekommt der Gegner die überschüssige Anzahl nach seinem nächsten Schuss von unten in seine Ballhaufen geworfen, was sehr lästig werden kann, aber den Reiz des Spiels deutlich erhöht. Ferner werden die Bälle beim herunterrücken von oben mit neuen Bällen aufgefüllt, das heißt, ein Multiuser-Spiel hat kein vorgegebenes Zeitlimit. Im Netzwerk (Lokales Netz oder auch Internet) kann man mit maximal fünf Spielern gegeneinander kämpfen, hier werden die überschüssigen Bälle auf alle verteilt oder mittels F1 bis F4 vor einem Schuss einem bestimmten Spieler zugespielt. Wer das ganze in Ruhe üben will, findet auch noch Multiuser-Training für Einzelspieler, wo man nur gegen die Zeit spielt.
Prinzipiell gibt es bei den Multiuser-Spielen noch die Option der Kettenreaktion. Wenn andersfarbige Bälle mit herunterfallen und sich mindestens zwei zusammenhängende und nicht komplett eingeschlossene Bälle ihrer Farbe finden, werden diese automatisch angespielt. Hängen an diesen wiederum andersfarbige Bälle, die mitfallen, können diese wiederum eine weitere Kettenreaktion starten. Leider werden dabei von jedem Schritt nur die überschüssigen Bälle den andern zugespielt, d. h. bei jedem Vervollständigen verschwinden drei Bälle, aber durch das reihenweise Nachrücken von oben (alle 12 Schuss eine neue Reihe) bleibt es herausfordernd.